# Jamesonia crespiana
Jamesonia crespiana är en kantbräkenväxtart som beskrevs av Bosco. Jamesonia crespiana ingår i släktet Jamesonia och familjen Pteridaceae. Inga underarter finns listade.